# قيمة اقتصادية كلية
القيمة الاقتصادية الكلية (بالإنجليزية: Total economic value، اختصارًا TEV) هو مفهوم في تحليل التكلفة والفائدة يشير إلى القيمة التي يستمدها الناس من مورد طبيعي أو مورد تراثي من صنع الإنسان أو نظام بنية تحتية، مقارنة بعدم امتلاكه. يظهر في الاقتصاد البيئي كتجميع للقيم (القائمة على الوظيفة الرئيسية) المقدمة من قبل نظام بيئي معين.
يمكن تمييز قيمة النظام البيئي على النحو التالي: 
قيمة الاستخدام - يمكن تقسيمها إلى قيم الاستخدام المباشر وغير المباشر: 
- قيمة الاستخدام المباشر: يتم الحصول عليها من خلال منتج قابل للإزالة في الطبيعة (أي الأخشاب والأسماك والمياه).
- قيمة الاستخدام غير المباشر: يتم الحصول عليها من خلال منتج غير قابل للإزالة في الطبيعة (مثل غروب الشمس أو الشلال).

قيمة عدم الاستخدام - قيم وجود المورد الطبيعي. على سبيل المثال، معرفة أن النمور موجودة في البرية، بالرغم من عدم رؤيتك أبداً لها. 
قيمة الخيار: توضع على القدرة المستقبلية المحتملة على استخدام المورد على الرغم من أنه غير مستخدم حاليًا واحتمال الاستخدام المستقبلي منخفض جدًا. وهذا يعكس الرغبة في الحفاظ على خيار للاستخدام المستقبلي المحتمل. 
قيمة الإرث أو قيمة الوجود: يتم وضعها على مورد لن يستخدمه الأفراد الحاليون مطلقًا، مستمدة من قيمة الرضا من الحفاظ على بيئة طبيعية أو بيئة تاريخية (أي التراث الطبيعي أو التراث الثقافي) للأجيال القادمة.